# Giuseppe De Maria
Giuseppe De Maria (Varese, 30 agosto 1984) è un ex ciclista su strada italiano, professionista dal 2009 al 2012.

## Palmarès
- 2004 (Under-23)

Giro del Mendrisiotto
- 2007 (Under-23)

Coppa Romita
Giro della Provincia di Biella
Gran Premio Somma
- 2008 (Under-23)

Coppa Caduti Nervianesi
Coppa Penna
Trofeo Città di Brescia
Memorial Umberto Drei